# Тревор Меннінґ
Тревор Меннінґ (англ. Trevor Manning, 19 грудня 1945) — новозеландський хокеїст на траві.
Олімпійський чемпіон 1976 року, учасник 1968, 1972 років.